# The Tale of Ginger and Pickles
The Tale of Ginger and Pickles, é um livro infantil britânico escrito e ilustrado por Beatrix Potter, e editado pela Frederick Warne & Co em 1909. O livro conta a história de dois comerciantes que dão crédito ilimitado aos seus clientes e, assim, acabam por ficar sem dinheiro e sem negócio. O livro foi publicado em formato de grande dimensão o que permitiu a Beatrix um grande detalhe nas ilustrações, e a inclusão de molduras a preto-e-branco. As personagens desta história são as mesmas de anteriores livros da autora. Posteriormente, o livro foi republicado no pequeno formato padrão da série de Peter Rabbit, sendo adaptado ao teatro em 1931.